# Descendant
Descendant è un film del 2003 con protagonisti Katherine Heigl e Jeremy London basato sul racconto " La caduta della casa degli Usher " di Edgar Allan Poe.

## Trama
Ethan Poe, è uno scrittore che vive all'ombra del suo famoso antenato, inoltre è sotto scadenza per finire il suo prossimo libro. Trasferitosi in una piccola città per concentrarsi sul suo romanzo, incontra Anne, che si innamora del tormentato scrittore. Intanto l'ombra del fantasma di Poe cade sopra due donne innamorate assassinandole in modo Po-etico. Ethan è il primo sospettato della Polizia. Sarà Anne la prossima ad essere uccisa? potrà salvare se stessa dalla oscura maledizione della famiglia Poe?

## Cast
- Jeremy London: Ethan Poe / Frederick Usher
- Katherine Heigl: Ann Hedgerow / Emily Hedgerow
- Nick Stabile: Vicesceriffo John Burns
- William Katt: Dr. Tom Murray
- Whitney Dylan: Lisa
- Matt Farnsworth: Keifer Hedgerow
- Margot Hartman as Margaret Usher (credited as Margot Hartman Tenney)
- Cheryl Dent as Camille Lane
- Lissa Pallo as Susan Smith
- Marilyn Burns as Dr. White
- Jodi Stevens as Rebecca Dodd
- Jenna Bodnar as Kate
- Craig Patton as Bartender
- Diane Foster as Vicki
- Amy Lindsay as Dee